# Юнусова, Лейла Ислам кызы
Лейла Исла́м кызы́ Юну́сова (также используется вариант фамилии Юну́с) (азерб. Leyla Yunus; род. 21 декабря 1955) — азербайджанская правозащитница, историк. Директор «Института мира и демократии». 

## Биография
Окончила исторический факультет Азербайджанского государственного университета. В 1982 году защитила кандидатскую диссертацию на тему «Торговая экспансия Англии в бассейне Каспийского моря в первой половине 18 века». Диссертация опубликована в виде монографии в 1988 году. В 1982-92 годах работала в Институте истории Академии наук Азербайджана.
В 1989 году на митинге в АН Азербайджанской ССР памяти жертв сумгаитских погромов, вопреки официальной установке, заявила: «Это — не рецидивисты и хулиганы совершили преступление. Это — воспитанники октябрятской, пионерской и комсомольской организаций. Этих преступников воспитала система!».
В 1989-90 гг. была корреспондентом диссидентской газеты «Экспресс-хроника».
В 1989 году была одним из создателей Народного фронта Азербайджана. В 1990 году вышла из Народного фронта и вместе с Зардуштом Ализаде возглавила Социал-демократическую партию Азербайджана. В 1992-93 гг. руководила информационно-аналитическим отделом Министерства обороны Азербайджана.
После избрания Гейдара Алиева президентом Азербайджана, Юнусова стала заниматься правозащитной деятельностью. В 1995 ею был основан Институт мира и демократии. В 2001 году Юнусова создала женский кризисный центр, оказавший помощь 18 тысячам женщин.
С 2005 года сотрудничала с руководителем армянской неправительственной организации «Регион» Лаурой Багдасарян. В 2012 году совместно с Багдасарян создала совместный азербайджано-армянский веб-сайт.
Замужем за Арифом Юнусовым. Дочь Лейлы и Арифа Юнусовых, Динара Юнус, была вынуждена уехать из Азербайджана после того, как в её адрес стали поступать угрозы.

## Преследование и арест
В январе 2014 года президент Азербайджана Ильхам Алиев в Брюсселе заявил, что в Азербайджане нет политзаключенных, после чего Лейла Юнусова передала в Европейский суд по правам человека в Страсбурге список из 134 оппозиционеров, находящихся в азербайджанских тюрьмах.
28 апреля Лейлу и Арифа Юнусовых задержали в аэропорту и устроили в их доме обыск.
12 мая 2014 года на пресс-конференции президентов Франции и Азербайджана в Баку, президентам был задан вопрос об арестованном журналисте Рауфе Миркадырове и преследовании правозащитницы Лейлы Юнус, на что президент Азербайджана Ильхам Алиев ответил, что состояние дел с правами человека в Азербайджане «позитивное» и «никто не преследуется за политические взгляды». В свою очередь Франсуа Олланд отметил, что Франция всегда поднимает вопрос о Лейле Юнусовой «не потому, что она хочет вмешиваться во внутренние дела, а потому, что она сама является носителем определенных ценностей и принципов, и чтобы иметь хорошие отношения, нужно поднимать все вопросы». После этого у французского президента состоялась встреча с Лейлой Юнусовой и другими гражданскими активистами. Олланд вручил Лейле Юнусовой орден Почетного легиона за неустанную защиту гражданского общества. Amnesty International признала Лейлу и Арифа Юнусов «узниками совести».
30 июля 2014 года Лейла Юнусова и её супруг Ариф Юнусов были арестованы властями Азербайджана и обвинены в государственной измене, шпионаже в пользу спецслужб Армении, мошенничестве, уклонении от уплаты налогов и фальсификации документов. По мнению Human Rights Watch, это задержание является кульминацией волны преследований оппозиции, правозащитников и журналистов в Азербайджане. Арест вызвал резкую критику со стороны европейских политиков и правозащитников.
По версии обвинения, Лейла Юнус, являясь учредителем «Института мира и демократии», получала иностранные гранты, которые якобы использовала «в целях улучшения материального состояния лиц, которых она пыталась завербовать для ведения шпионской деятельности» в пользу армянских спецслужб.
По заявлению адвокатов Лейлы Юнус, в тюрьме она была избита сотрудниками СИЗО, после чего адвокатов несколько дней не допускали к встрече с Юнус.
Азербайджанские проправительственные СМИ квалифицируют Лейлу и Арифа Юнус как «шпионов» и «скрытых армян». Журналист Эйнулла Фатуллаев в своих статьях охарактеризовал супругов Юнусовых как «фактических армян». Председатель СДПА Араз Ализаде сказал что Юнус - "алчная и эгоистичная женщина с большими амбициями".
6 октября 2014 года Норвежский Хельсинкский комитет присудил премию имени Андрея Сахарова всем азербайджанским политзаключенным, среди них особо отметив Лейлу Юнусову.

## Приговор
13 августа 2015 года азербайджанский суд приговорил Лейлу Юнус и Арифа Юнуса к 8,5 и 7 годам тюрьмы по обвинениям в мошенничестве, уклонении от уплаты налогов, незаконном предпринимательстве, фальсификации документов. Правозащитные организации и западные правительства раскритиковали суд, назвав его политически мотивированным и напрямую связали обвинения с их деятельностью в области защиты гражданских свобод. Президент ПАСЕ Анн Брассёр заявила, что она «шокирована и возмущена приговором», и расценила дело супругов Юнус как «очередное доказательство серьезных и системных проблем с правами человека в Азербайджане». Глава российского отделения Human Rights Watch Татьяна Локшина расценила суд как «насмешку над правосудием», и наказание за правозащитную деятельность. Обвинение в государственной измене в отношении супругов было выделено в отдельное производство.

Генеральный секретарь Совета Европы Турбьёрн Ягланд заявил, что с учетом системных недостатков в судебной системе Азербайджана тенденции роста случаев преследования правозащитников и журналистов в области прав человек, приговор может быть рассмотрен в Европейском суде по правам человека. Комиссар СЕ по правам человека Нилс Муйжниекс также осудил приговор супругам Юнус.
Евросоюз призвал власти Азербайджана освободить Лейлу Юнус и Арифа Юнуса, а также рассмотреть дела против них «в рамках прозрачного и справедливого процесса», заявила главы дипломатии ЕС Федерика Могерини. В заявлении говорится, что «Приговор подтверждает отрицательную тенденцию в соблюдении Азербайджаном его международных обязательств по соблюдению прав человека и основополагающих свобод».
В заявлении государственного департамента США говорится, что обвинения, по всей видимости, связаны правозащитной деятельностью супругов Юнус, и призвал Баку немедленно освободить их.
Представитель МИД Азербайджана Хикмет Хаджиев назвал судебный процесс «справедливым и открытым». МИД Азербайджана расценил критику в адрес приговора, как безосновательную, предвзятую и абсурдную, и политику двойных стандартов

## Амнистия
9 декабря 2015 года Бакинский суд, рассмотрев жалобу, изменил наказание Лейле Юнус на условное заключение, она была освобождена прямо в зале суда. В ходе заседания адвокаты Юнус попросили суд полностью оправдать свою подзащитную, однако рассмотрев жалобу, суд постановил, что оснований для полного оправдания Лейлы Юнус нет.
19 апреля 2016 года правозащитники Лейла и Ариф Юнус покинули Азербайджан и эмигрировали в Нидерланды. Несмотря на отъезд, уголовное дело против Лейлы Юнус и её супруга Арифа Юнуса не было прекращено. 17 мая 2017 года Бакинский апелляционный суд (БАС) под председательством Мирпаши Гусейнова принял решение о принудительном приводе супругов Юнус в зал суда.
В октябре 2022 года Бакинский апелляционный суд принял решение о приостановлении производства по делу правозащитников Лейлы и Арифа Юнус. Однако это решение не снимает с них уголовного преследования. Кроме того, не снят арест с квартиры дочери супругов Юнус. 

## Награды
- Кавалер Ордена Почётного легиона (2013)[33]
- Премия свободы имени Андрея Сахарова (2014)[34]